# Gratis (Ohio)

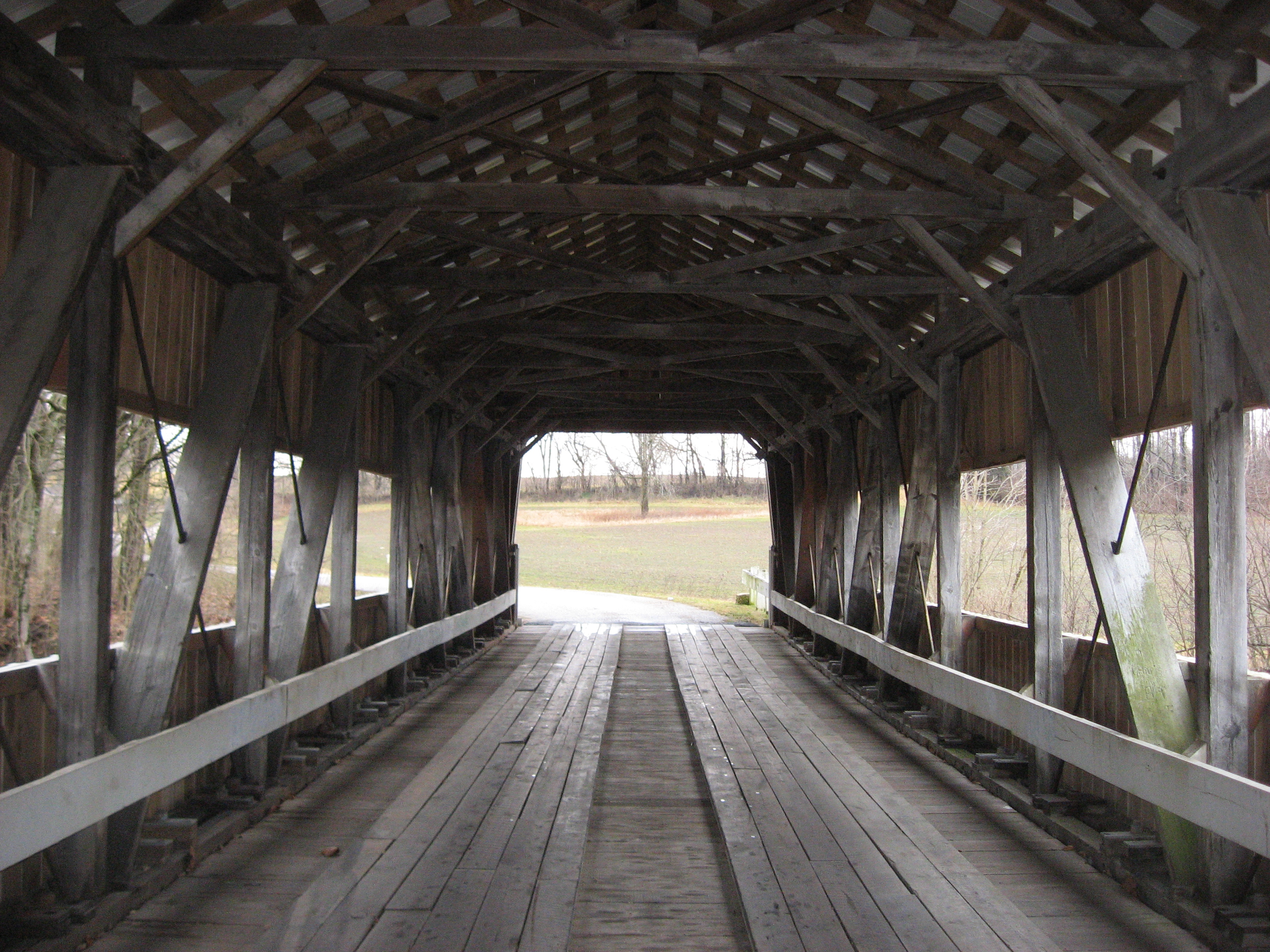
Zadaszony historyczny most z roku 1887 w Gratis

Gratis – wieś w USA, w hrabstwie Preble, w stanie Ohio.

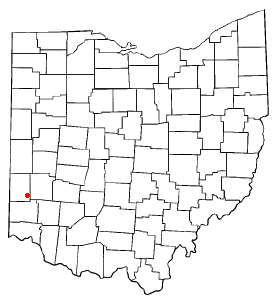
Gratis na planie stanu Ohio

W roku 2010, 23,3% mieszkańców było w wieku poniżej 18 lat, 9,5% było w wieku od 18 do 24 lat, 25,5% miało od 25 do 44 lat, 29,3% miało od 45 do 64 lat, a 12,4% było w wieku 65 lat lub starszych. We wsi było 49,7% mężczyzn i 50,3% kobiet.
Liczba mieszkańców w 2010 roku wynosiła 881, a w roku 2012 wynosiła 870.